# Granite Bay
Granite Bay is een plaats (census-designated place) in de Amerikaanse staat Californië, en valt bestuurlijk gezien onder Placer County.

## Demografie
Bij de volkstelling in 2000 werd het aantal inwoners vastgesteld op 19.388.

## Geografie
Volgens het United States Census Bureau beslaat de plaats een oppervlakte van
56,1 km², waarvan 55,9 km² land en 0,2 km² water.

## Plaatsen in de nabije omgeving
De onderstaande figuur toont nabijgelegen plaatsen in een straal van 16 km rond Granite Bay.